# Araucaria luxurians
Araucaria luxurians – gatunek drzewa iglastego z rodziny araukariowatych. Jeden z 13 endemicznych gatunków araukarii z wyspy Nowa Kaledonia. Występuje na ok. 10 stanowiskach w centralnej i południowej części głównej wyspy (Grande Terre) oraz na izolowanym stanowisku na Ile d'Art. W żadnym miejscu nie rośnie więcej niż 250 okazów, a często jest ich mniej niż 50. Rośnie w lasach zwykle w pobliżu wybrzeży na wysokościach poniżej 3000 m n.p.m., w jednym miejscu (pod Mont Do) między 800 i 1000 m n.p.m. Występuje zwykle w formacjach zaroślowych na glebach serpentynowych. Ma status gatunku zagrożonego (EN) w czerwonej liście IUCN. Żadna populacja nie podlega ochronie powierzchniowej. Zagrożeniem dla gatunku jest niszczenie siedlisk z powodu działalności górniczej i urbanizacji oraz pożary.

## Morfologia
PokrójDrzewo o pokroju wąskokolumnowym osiągające do 40 m wysokości, z koroną na szczycie zaokrągloną i zagęszczoną. Kora na pniu szara, łuszcząca się cienkimi pasmami. Pędy na końcach silnie rozgałęzione.
LiścieMłodociane liście łuskowate, jajowate, osiągają 6–12 mm długości i do 3 mm szerokości. Dorosłe liście jajowate do wąskolancetowatych, osiągające długość 10 mm i szerokość 1–3 mm, na wierzchołku tępe.
SzyszkiTe z kwiatami męskimi walcowate, o długości ok. 15 cm i średnicy do ok. 2,5 cm rozwijają się na końcach pędów w górnej części korony. Na mikrosporofilach rozwija się 12–15 pylników (mikrosporangiów). Szyszki z kwiatami żeńskimi kulistawe, osiągają 10–12 cm długości i 8–10 cm średnicy. Łuski wspierające tęgie, do 10 mm długości. Nasiona to jajowate, wydłużone orzeszki z trójkątnymi skrzydełkami osiągające 3–3,5 cm długości.

## Systematyka i taksonomia
Takson początkowo (w 1926) opisany został jako forma Araucaria columnaris, a za odrębny gatunek został uznany w 1970. Araukaria ta jest najbliżej spokrewniona z innymi nadbrzeżnymi przedstawicielami tego rodzaju z Nowej Kaledonii: A. columnaris i A. nemorosa. Gatunek wraz z innymi araukariami z Nowej Kaledonii tworzy sekcję Eutacta w obrębie rodzaju araukaria Araucaria. Nowokaledońska grupa araukarii ostatniego wspólnego przodka miała ok. 7–9 milionów lat temu, ostatniego wspólnego przodka z należącą do tej samej sekcji araukarią wyniosłą Araucaria heterophylla z wyspy Norfolk – ok. 14–16 milionów lat temu, a ze wszystkimi współczesnymi araukariami 81–94 milionów lat temu.
Synonimy taksonomiczne
- Araucaria columnaris f. luxurians (Brongn. & Gris) E.H.Wilson
- Araucaria cookii var. luxurians Brongn. & Gris
- Araucaria rulei var. patens Bars.
- Eutassa luxurians (Brongn. & Gris) de Laub.